# روشنایی (فیلم ۱۹۵۹)
«روشنایی» (انگلیسی: Ujala) فیلمی هندی است که در سال ۱۹۵۹ منتشر شد. از بازیگران آن می‌توان به شامی کپور، مالا سینها و راج کومار اشاره کرد.